# Стрільники (Конотопський район)
Стрі́льники — село в Україні, в Путивльському районі Сумської області. Населення становить 402 осіб. До 2018 орган місцевого самоврядування — Стрільниківська сільська рада.

## Географія
Село Стрільники знаходиться на березі річки Клевень в місці впадання в неї річки Кубер, вище за течією на відстані 3 км розташовані села В'язенка і Котівка, нижче за течією на відстані 2,5 км розташоване село Ротівка. Річка в цьому місці звивиста, утворює лимани, стариці і заболочені озера.

## Історія
Станом на 1880 рік у селі Яцинської волості Путивльського повіту Курської губернії мешкало 506 осіб, налічувалось 60 дворових господарств.
За переписом 1897 року кількість мешканців зросла до 514 осіб (263 чоловічої статі та 251 — жіночої), з яких 514 — православної віри.
12 червня 2020 року, відповідно до розпорядження Кабінету Міністрів України № 723-р «Про визначення адміністративних центрів та затвердження територій територіальних громад Сумської області», село увійшло до складу Путивльської міської громади.
19 липня 2020 року, в результаті адміністративно-територіальної реформи та ліквідації Путивльського району, увійшло до складу новоутвореного Конотопського району.

## Населення

### Мова
Розподіл населення за рідною мовою за даними перепису 2001 року:
| Мова            | Кількість | Відсоток |
| --------------- | --------- | -------- |
| російська       | 265       | 65.92%   |
| українська      | 136       | 33.83%   |
| інші/не вказали | 1         | 0.25%    |
| Усього          | 402       | 100%     |